# Édouard Claparède
Édouard Claparède (ur. 24 marca 1873 w Genewie, zm. 29 września 1940 tamże) – szwajcarski psycholog, profesor psychologii na Uniwersytecie w Genewie.

## Życiorys
Syn pastora Théodore′a Claparède i Valérie Trembley, bratanek René-Edouarda Claparède. Studiował medycynę na Uniwersytecie w Genewie, w 1897 roku otrzymał tytuł doktora. Uczeń Théodore′a Flournoya. W 1897 i 1898 roku odbył staż w szpitalu Salpêtrière w Paryżu, poznał wtedy Alfreda Bineta. W 1912 roku założył w Genewie prywatną szkołę, Instytut Jeana-Jacques′a Rousseau (Institut Jean-Jacques Rousseau). Od 1915 do śmierci w 1940 roku profesor psychologii na Uniwersytecie w Genewie. Żonaty z Hélène Spir, córką filozofa Afrikana Spira.

## Prace
- L′association des idées. Paris: Doin, 1903
- L′éducation fonctionnelle. Neuchatel: Paris, 1931
- Esquisse d′une théorie biologique du sommeil. Archives de Psychologie 4, ss. 245-349, 1905